# Social Security

Sigill för Social Security Administration.

Social Security är i USA namnet på det federala pensionssystemet som administreras av Social Security Administration, en fristående myndighet.

## Bakgrund
Systemet etablerades 1935 när USA:s president Franklin D. Roosevelt undertecknade Social Security Act. Den utvidgades 1965 genom Social Security Act of 1965 till förtidspensionärer och sjukpensionärer. Federal ålderspension utgår sedan dess till alla amerikanska medborgare från 65 års ålder. 
Det ökade antalet mottagare i förhållande till en arbetsstyrka av relativt statisk storlek har ökat programmets utgifter och gjort frågor om privatisering (fullständig eller delvis) aktuell i amerikansk inrikespolitik.